# حقيل (حجة)

تعديل مصدري - تعديل

حقيل هي إحدى قرى عزلة جبل عيان بمديرية حجة التابعة لمحافظة حجة، بلغ تعداد سكانها 311 نسمة حسب تعداد اليمن لعام 2004.